# 1915 في المملكة المتحدة
فيما يلي قوائم الأحداث التي وقعت خلال عام 1915 في المملكة المتحدة.

## سياسة

### تعيين في المنصب
- 1 يناير – نيفيل تشامبرلين Lord Mayor of Birmingham ‏.
- 25 مايو – ديفيد لويد جورج Minister of Munitions [الإنجليزية]‏.
- 26 مايو – هربرت صموئيل Postmaster General of the United Kingdom [الإنجليزية]‏.

### انتهاء فترة المنصب
- 25 مايو – أندرو بونار لو زعيم معارضة.
- 25 مايو – ديفيد لويد جورج مستشار الخزانة.
- 25 نوفمبر – هربرت صموئيل President of the Local Government Board [الإنجليزية]‏.

## ظهور
- 1 يناير – دوريكس

## كتب
من الكتب التي صدرت هذه السنة في المملكة المتحدة:
- 1 يناير – إحدى وخمسون حكاية من تأليف لورد دانسني.
- 1 يناير – عن عبودية الإنسان من تأليف سومرست موم.
- 1 يناير – وادي الخوف من تأليف آرثر كونان دويل.

## مواليد

### يناير
- 1 يناير – جورج هوغ صحفي من المملكة المتحدة.
- 4 يناير – ميج موندي
- 6 يناير – ألان ويلسون واتس
- 12 يناير – نورمان كوهين مؤرخ بريطاني.

### فبراير
- 1 فبراير – ستانلي ماثيوس لاعب كرة قدم إنجليزي.
- 4 فبراير – نورمان ويزدوم
- 15 فبراير – اريك جونز
- 22 فبراير – ستانلي جرين

### مارس
- 9 مارس – جيمس جونسون طيار مقاتل من المملكة المتحدة.
- 31 مارس – ألبرت حوراني مؤرخ بريطاني.

### مايو
- 5 مايو – بين رايت ممثل إنجليزي.
- 10 مايو – دينيس ثاتشر
- 26 مايو – تومي ووكر لاعب كرة قدم اسكتلندي.

### يونيو
- 23 يونيو – دينيس برايس
- 24 يونيو – فريد هويل عالم فلك بريطاني.

### يوليو
- 7 يوليو – ايفون ميتشيل
- 16 يوليو – تشارلز هير لاعب كرة مضرب بريطاني.

### أغسطس
- 20 أغسطس – يان صموئيل دبلوماسي بريطاني.
- 30 أغسطس – ليليان ديفيز عارضة سويدية.

### سبتمبر
- 22 سبتمبر – آرثر لوي ممثل إنجليزي.
- 25 سبتمبر – غافن سميث لاعب كرة قدم اسكتلندي.

### أكتوبر
- 8 أكتوبر – وينيفريد توتين
- 23 أكتوبر – فيك بوكنغهام لاعب ومدرب كرة قدم إنجليزي.

### نوفمبر
- 15 نوفمبر – ديفيد سترلنج

## وفيات

### يناير
- 1 يناير – جورج موريل (مواليد 1872)
- 3 يناير – جيمس إلروي فليكر (مواليد 1884)

### فبراير
- 18 فبراير – كينيث باول (مواليد 1885) لاعب كرة مضرب بريطاني.

### أبريل
- 23 أبريل – روبيرت بروك (مواليد 1887) شاعر بريطاني.

### مايو
- 6 مايو – توم واتسون (مواليد 1859)

### يوليو
- 14 يوليو – لورانس هارغريف (مواليد 1850) مهندس أسترالي.
- 26 يوليو – جيمس موراي (مواليد 1837)

### أغسطس
- 10 أغسطس – هنري موزلي (مواليد 1887)

### أكتوبر
- 12 أكتوبر – إديث كافيل (مواليد 1865) ممرضة من المملكة المتحدة.
- 23 أكتوبر – ويليام دبليو.جي. جريس (مواليد 1848)

### نوفمبر
- 17 نوفمبر – هنري تشارلتون باستيان (مواليد 1837)